# Педагошки факултет Универзитета у Варшави
Педагошки факултет Универзитета у Варшави је један од факултета Универзитета у Варшави.

## Образовни смерови
Доступни главни образовни смерови
- Педагогија (студије првог и другог циклуса)
- Дипломски програм у настави енглеског језика младим ученицима
- Педагогија предшколске и ране школе (програми дугог циклуса)
- Специјално образовање (студије дугог циклуса)

## Организациона структура факултета
Педагошки факултет Универзитета у Варшави састоји се од следећих организационих јединица.

### Катедра
| Катедра                                                            | Водитељ                                  |
| ------------------------------------------------------------------ | ---------------------------------------- |
| Катедра биомедицијских фондација развоја и сексологије             | prof. dr hab. Zbigniew Izdebski          |
| Катедра дидактике и педеутологије                                  | prof. dr hab. Joanna Madalińska-Michalak |
| Катедра за специјално и инклузивно образовање                      | dr hab. Grzegorz Szumski                 |
| Катедра за образовну политику и социјална истраживања о образовању | dr hab. Roman Dolata                     |

### Одељења
| Одељење                                                         | Водитељ                                    |
| --------------------------------------------------------------- | ------------------------------------------ |
| Одељење за естетско образовање и културне студије               | prof. dr hab. Krystyna Milczarek-Pankowska |
| Одељење за наставак образовања и андрагогије                    | dr hab. Małgorzata Przanowska              |
| Одељење хуманистичких фондација педагогије                      | dr hab. Adam Fijałkowski                   |
| Одељење интердисциплинарних културних студија                   | dr hab. Mirosław Pęczak                    |
| Одељење социјалне педагогије                                    | dr hab. Maria Kolankiewicz                 |
| Одељење за образовање у раном детињству и образовање наставника | dr hab. Małgorzata Żytko                   |